# Unadilla (Nebraska)
Pour les articles homonymes, voir Unadilla.
Le village américain d’Unadilla est situé dans le comté d'Otoe, dans l’État du Nebraska. Sa population s’élevait à 311 habitants lors du recensement de 2010.

## Source
- (en) Cet article est partiellement ou en totalité issu de l’article de Wikipédia en anglais intitulé « Unadilla, Nebraska » (voir la liste des auteurs).